# 聖胡安德奧連特
聖胡安德奧連特（西班牙語：San Juan de Oriente），是尼加拉瓜的城鎮，位於該國西部，由馬薩亞省負責管轄，始建於1585年，面積9平方公里，海拔高度446米，2005年人口4,734，人口密度每平方公里526人。
11°54′N 86°05′W / 11.900°N 86.083°W